# Pilatus P-2
Die Pilatus P-2 ist ein zweisitziges Schulflugzeug, ausgelegt als freitragender Tiefdecker. Einige Bauteile wie zum Beispiel das Fahrwerk stammen von der Bf 109.

## Geschichte

### Vorgeschichte und Prototyp
Gegen Ende des Zweiten Weltkrieges bemühte man sich bei Pilatus, die Lizenzrechte für die deutsche Arado 96B zu erhalten, während die KTA versuchte, einen Lizenz für die italienische S.A.I 7 zu bekommen – beides konnte jedoch nicht verwirklicht werden. In der Folge entschloss man sich, selbst ein Trainingsflugzeug zu entwickeln und zu bauen, die P-2.
Der sich stark an die Arado anlehnende Vorentwurf wurde 1942 bei der Schweizer Luftwaffe eingereicht, wo man von dem Vorhaben begeistert war, da deren eigene Trainingsflugzeuge bereits an Überalterung litten.
Die Entwicklung des Prototyps der P-2 begann gegen Ende des Jahres 1943, der Typ erhob sich am 27. April 1945 erstmals in die Luft. Die P-2 wurde dann durch die Fliegertruppe erprobt und es wurde der Serienbau beantragt. Der erste Prototyp ist heute auf dem Werksgelände von Pilatus ausgestellt.

### Serienfertigung
In den folgenden Jahren wurden insgesamt 54 Maschinen gefertigt, die alle an die schweizerische Fliegertruppe geliefert wurden. Nach ihrer Ausmusterung im Jahr 1981 fanden viele davon den Weg in die Warbird-Szene. In zahlreichen Filmen spielte die Maschine die Rolle eines Jagdflugzeuges aus dem Zweiten Weltkrieg, meistens in den Farben der deutschen Luftwaffe. Den berühmtesten Auftritt hatte sie in Steven Spielbergs Indiana Jones und der letzte Kreuzzug im Jahr 1989.

## Aufbau
Die P-2 ist ein zweisitziger freitragender Tiefdecker. Der Rumpf ist in einer unterteilten Halbschalenbauart hergestellt und fest mit dem Leitwerk verbunden. Die Tragflächen bestehen aus einer Holzkonstruktion mit Sperrholzbeplankung. Darin sind auch drei Brennstofftanks mit total 240 Liter Fassungsvermögen integriert. Sämtliche Ruder sind stoffbespannt.

## Bewaffnung
Die Version P-2.06 (Immatrikulationen U-102 bis U-128 U-132 bis U-157) verfügte über ein im Rumpf fest eingebautes Maschinengewehr – mit Schussbahn durch den Propellerkreis – und über zwei Bombenracks für je drei Übungs- oder Splitterbomben.